# Don Byas
Don Byas, geboren als Carlos Wesley Byas (Muskogee, 21 oktober 1912 - Amsterdam, 24 augustus 1972), was een Amerikaanse jazz-tenorsaxofonist.

## Carrière
Don Byas groeide op in een muzikale familie, waarin de moeder piano en de vader klarinet speelde. De jonge Byas begon met klassieke muziek, eerst op de viool, daarna op de klarinet. Benny Carter was zijn idool. Tot einde jaren 1920 speelde hij uiteindelijk altsaxofoon. Al op 17-jarige leeftijd trad hij op in plaatselijke bands en leidde hij zijn eigen formatie Don Carlos & The Collegiate Ramblers (1931/32) tijdens college. Tijdens deze periode vonden ook optredens plaats met de Bennie Moten Band, Terrence Holder en bij de Blue Devils van Walter Page.
Pas later, onder invloed van Coleman Hawkins, wisselde hij naar de tenorsaxofoon. In 1932 ging hij naar de westkust en speelde daar met verschillende bands in Los Angeles, werkte in 1935 met Lionel Hamptons band in de Paradise Club met Eddie Barefield en Tyree Glenn, waar hij zich als setspeler en solist een naam maakte. Byas speelde daarna in een aantal verdere bands in Californië met Buck Clayton (1936), Lorenzo Flemnoy en Charlie Echols.
In 1937 ging Byas met Eddie Mallory en zijn orkest op tournee richting New York, waar ze de zangeres Ethel Waters, de vrouw van Mallory, begeleidden en optraden in de Cotton Club. Daarna speelde Byas in 1938 kortstondig bij Don Redman, dan in 1939/1940 bij Lucky Millinder en Andy Kirk. Uit deze periode was zijn eerste plaatopname Is This to Be My Souvenir afkomstig met Timme Rosenkrantz & his Barrelhouse Barons voor Victor in mei 1938. Verder speelde Byas bij de bands van Edgar Hayes, Benny Carter, Hot Lips Page en Coleman Hawkins in 1940, begeleidde hij de zangeres Billie Holiday en nam hij deel aan sessies van de pianist Pete Johnson, de trompetter Hot Lips Page en de zanger Big Joe Turner.
De daaropvolgende drie jaren (januari 1941 tot eind 1943) in de band van Count Basie noemde hij als zijn belangrijkste. Met deze band ontstond een vroege versie van Harvard Blues, opgenomen op 17 november 1941 als zangversie van het nummer van George Frazier, gezongen door Jimmy Rushing. Tijdens deze periode met Basie ontstonden ook de nummers Royal Garden Blues en Sugar Blues en in Hollywood de opnamen voor de films Reveille with Beverly (augustus 1942) en Stage Door Canteen (januari 1943). In november 1943 vonden de laatste opnamen plaats met Count Basie.
In deze periode viel ook zijn ontmoeting met de bop-wegbereiders Charlie Christian, Dizzy Gillespie, Oscar Pettiford en Kenny Clarke, die in de sessies in de New Yorkse jazzclub Minton's Playhouse in 1941 het eerste bopkwintet waren, dat optrad in de 52 Street in New York en zo tot het voorjaar van 1944 bestond.
Na zijn tijd in de Basie Band had Don Byas eigen bands, waarmee hij opnamen maakte voor de kleine labels Savoy, Gotham, Hub, American, Super, National, Super Disc en Jamboree, waarvan in het bijzonder het trio met de bassist Slam Stewart en de drummer Harold Doc West werd benadrukt. Met Slam Stewart speelde Byas als duo I Got Rhythm en Indiana, opgenomen in New York in juni 1945. Beiden speelden daar als pauzevulling tijdens een Town Hall-concert en stalen daarmee de show van de sterren.
In augustus voegde zich de pianist Erroll Garner en in september Johnny Guarnieri bij het trio. Tijdens deze periode speelde Byas een variatie van How High the Moon, die kort daarna door Benny Harris werd gewijzigd in Ornithology, spoedig een van de belangrijkste bop-nummers van Charlie Parker. Met Parker, Dizzy Gillespie, George Wallington, Oscar Pettiford en Max Roach ontstonden in 1944 ook baanbrekende opnamen in de Onyx Club. Onder de naam van Coleman Hawkins werd in deze bezetting ook het nummer Woody 'n' You (februari 1944) opgenomen, dat reeds duidelijk in die nieuwe muzikale richting duidde. In januari 1945 ontstonden nog Be-Bop, Good Bait en Salt Peanuts, klassiekers van de vroege bop, met Dizzy Gillespie voor het kleine label Manor Records.
Tijdens deze periode nam Byas zijn eerste platenhit Laura van David Raksin op, de titelmelodie van de gelijknamige titel uit 1944 van Otto Preminger. Byas zou in 1947 in Genève nog een keer een opmerkelijke versie van dit nummer opnemen.
Uiteindelijk had Byas na opnamesessies voor Savoy Records in 1945/1946 en een optreden bij de Esquire All Stars in januari 1946 een verbintenis met Benny Carters band in het voorjaar van 1946. Al in september verliet hij Carters band en ging hij met het orkest van Don Redman naar Europa en toerde hij door Frankrijk, Denemarken, België, Duitsland en Zwitserland. Ofschoon hij in de loop van het jaar nog een keer terugkeerde in de Verenigde Staten om bij Savoy Records en Gotham Records platen op te nemen, verplaatste hij vanaf dan zijn levensmiddelpunt (na een tussenstop in Frankrijk en België) naar Frankrijk. Door zijn verdwijning uit het New Yorkse jazzcircuit had Byas aan de nu ontstane vernieuwingen van de modernjazz geen aanzienlijk aandeel meer. Ook toen hij zichzelf zag als hoofdgrondlegger van de bop, was zijn aandeel daarin op voorhand van minder belang. Al in december 1946 nam Byas voor de eerste keer platen op in Frankrijk bij Swing Records met Don Redman, Tyree Glenn en Peanuts Holland. In Genéve speelde hij nog een keer zijn hit uit 1944, de ballade Laura en How High the Moon.
In 1947 ontstonden opnamen met Eddie Barclay in Parijs voor Swing Records en Blue Star Records. Destijds werd een van Byas' belangrijkste nummers Laura, een klassiek voorbeeld van zijn balladekunst, alsook de door hem vertolkte jazzstandard These Foolish Things uit 1944 opgenomen. Tijdens de jaren 1947 tot 1948 verhuisde Byas naar Barcelona, deels wegens het goedkopere levensonderhoud en deels wegens de stimulerende atmosfeer. Tijdens deze periode had hij optredens met de plaatselijke bands van Bernard Hilda, Francisco Sanchez Ortega en Luis Rovira. Vanaf 1948 verbleef Byas overwegend in het Parijse stadsdeel St. Germain-des-Prés, maar ook in de badplaats Saint-Tropez. In 1949 trad hij tijdens het Parijse jazz festival op in de Salle Pleyel met de band van Hot Lips Page. Van 1952 tot 1954 vestigde de pianiste Mary Lou Williams zich in Parijs. Beiden hadden in 1939/1940 samen gespeeld in Andy Kirks band en namen voor Vogue Records een plaat op. In 1954 ontstonden ook opnamen met de pianiste Beryl Booker.
Na zijn verblijf in Saint-Tropez en Parijs vestigde Don Byas zich in Nederland, waar hij trouwde met een jonge Nederlandse en daar veel platen opnam met Europese muzikanten en Amerikaanse gasten. Hij ging ook op tournee met onder andere Art Blakey, Kenny Clarke, Dizzy Gillespie, Jazz At The Philharmonic, Bud Powell en Ben Webster. In 1950 nam hij deel aan een Europese tournee met Duke Ellington en in 1963 ontstonden plaatopnamen met Niels-Henning Ørsted Pedersen en Bent Axen, die echter slechts een vermoeide afspiegeling boden van zijn vroegere creatieve kracht. In 1965 had hij nog een optreden bij de Berliner Jazztage, in 1968 nam hij een plaat op met Ben Webster, in 1971 reisde hij, na enkele gastoptredens in de Verenigde Staten in 1970, waar hij optrad tijdens het Newport Jazz Festival, met Art Blakey naar Japan. In de Londense club Ronnie Scott's Club ontstonden uiteindelijk nog opmerkelijke live-opnamen met de pianist Stan Tracey. In 1971 nam Byas deel aan een workshop van George Gruntz in het kader van het jazzfestival in Zürich.

## Zijn muziek
Ofschoon Byas zich verbonden voelde aan de bop, lagen zijn wortels toch bij de swing. Hij begon zijn carrière weliswaar in het vaarwater van Coleman Hawkins, maar als zijn grootste voorbeeld noemde hij de pianist Art Tatum.
Don Byas behoort tot de belangrijkste solisten van de Coleman Hawkins-traditie en werd ook deels beïnvloed door de tenorsaxofonist Herschel Evans. Hij vervolgde echter Hawkins meer ornamentale frasering verder tot een meer soepele en gewonere uitdrukkingswijze, die deels ook mocht terugvallen op Benny Carter. Deze koppeling van tekst en elegantie en zijn technisch meesterschap moesten nog net de romantici van het saxofoonspel voorbeeldig voorkomen.
Zijn optredens met de spelers van de 52 Street in New York verbreedden zijn muzikale spectrum. Hij droeg de vernieuwingen van de bop over op de solo-praktijk van de toentertijd moderne bigband-swing. Daarmee had Byas grote invloed op de volgende tenorsaxofoon-generatie rond Lucky Thompson, Paul Gonsalves, Benny Golson, Johnny Griffin en Guy Lafitte in Frankrijk. Ofschoon bekwaam in snelle tempo's, ontwikkelde hij zijn ware meesterschap in het balladenspel. Later integreerde hij ook invloeden uit de generatie van Sonny Rollins en John Coltrane in zijn spel, maar hield altijd vast aan een zekere grens.

## Overlijden
Don Byas overleed op 24 augustus 1972 op 59-jarige leeftijd in Amsterdam aan de gevolgen van longkanker.

## Discografie

### Belangrijke stukken
- 1942: Count Basie: Harvard Blues (1941), Bugle Blues en Sugar Blues
- 1944: Coleman Hawkins: Three Little Words (eerste solo)
- 1946: Dizzy Gillespie: A Night in Tunisia
- 1946: Esquire All Stars: Gone With The Wind

Opnamen onder zijn eigen naam:
- 1944: These Foolish Things, What Do You Want With My Heart
- 1945: Pennies From Heaven, Jamboree Jump, I Got Rhythm, Wrap Your Troubles in Dreams, Harvard Blues, Indiana (duo met Slam Stewart)
- 1947: Laura

### Belangrijke plaatpublicaties
Het platenwerk van Don Byas tot 1947 (leader- en sideman-inspelingen) verschijnt bij Classics.
- Don Byas 1944–1945 (met Charlie Shavers, Johnny Guarnieri, Clyde Hart, John Levy, Slam Stewart, Billy Taylor en de zanger Big Bill Broonzy),
- Don Byas 1945 (met Buck Clayton, Dizzy Gillespie, Johnny Guarnieri, Eddie Safranski),
- Don Byas 1945, Volume 2 (met Benny Harris, Erroll Garner, Milt Hinton, Slam Stewart, Harold Doc West),
- Don Byas 1946 (met Tyree Glenn, Peanuts Holland, Hubert Rostaing, Billy Taylor, Max Roach),
- Don Byas 1947
- Een bruikbare compilatie – in het bijzonder van de Parijse jaren – is ook verschenen bij Dreyfus Jazz (Laura).
- De opnamen van 1944/45 zijn samengevat op de cd The Complete American Small Group Recordings (2001).
- Charlie Christian: Jazz Immortal (OJC, 1941)
- Don Byas: Midnight At Minton's (High Note, 1941) opgenomen in het Minton’s Playhouse, met Thelonious Monk, Kenny Clarke, Joe Guy
- Savoy Jam Party – The Savoy Sessions (1944–46) met het Don Byas Quintett (Charlie Shavers, Clyde Hart, Slam Stewart, Jack Parker resp. Sextet toegevoegd: Rudy Williams
- Don Byas: Commodore Classics – Ben Webster / Don Byas (1945) bevat Indiana, I Got Rhythm – duet met Slam Stewart en DB-Trio met Teddy Wilson , Slam Stewart: Candy; 9 juni 1945
- Don Byas – George Johnson: Those Barcelona Days 1947–1948 (Fresh Sound Records)
- Don Byas: Jazz In Paris – Don Byas: Laura (Emarcy, 1950–52)
- Don Byas: featuring Mary Lou Williams Trio & Beryl Booker Trio (Vogue, 1953–55, Parijs)
- Don Byas: Autumn Leaves (Ronnie Scott's Jazz House, 1965)
- Don Byas & Ben Webster: Ben Webster Meets Don Byas (1968)

### Opnamen als sideman
- Benny Carter: 1943–1946 (Classics)
- Buck Clayton: Buck Special (Vogue, 1949–1952)
- Dizzy Gillespie: 1945 (Classics), 1945–1946 (Classics), The Complete RCA Victor Sessions (Bluebird, 1937–49), Cognac Blues (Emarcy, 1949/1953)
- Roy Eldridge: Cooking (Vogue, 19590–1951)
- Johnny Guarnieri: 1944–1946 (Classics)
- Coleman Hawkins: The Complete Coleman Hawkins (Mercury, 1944), Rainbow Mist (Delmark, 1944), Bean Stalkin’ (Pablo, 1960)
- Billie Holiday: The Quintessential Billie Holiday Volume 8 (Columbia, 1939–1940)
- Pete Johnson: 1939–1941 (Classics)
- Andy Kirk: 1939–1940 (Classics)
- James Moody: 1948–1949 (Classics)
- Bud Powell: A Tribute To Cannonball (Columbia, 1961)
- Sarah Vaughan: 1944–1946 (Classics)
- Teddy Wilson: 1946 (Classics)

- Biblioteca Nacional de España: XX874427
- Bibliothèque nationale de France: cb13892034m (data)
- Gemeinsame Normdatei: 134341651
- International Standard Name Identifier: 0000 0000 5951 1439
- Library of Congress Control Number: n81146627
- MusicBrainz: 4554ec28-0e97-45f1-ad3d-696a48326f1c
- Nationale Bibliotheek van Tsjechië: ola2002158376
- Nationale Bibliotheek van Israël: 987007459654105171
- Nederlandse Thesaurus van Auteursnamen: 072077549
- Istituto Centrale per il Catalogo Unico: LO1V178282
- SNAC: w61v61w3
- Système universitaire de documentation: 080493858
- Virtual International Authority File: 74036913
- WorldCat: E39PBJmP64KQd8HkJHCDqy7rbd